# Захожа
Захожа — деревня в Мелегежском сельском поселении Тихвинского района Ленинградской области.

## История
Деревня Захожа упоминается на карте Новгородского наместничества 1792 года А. М. Вильбрехта.
Деревня Захожа, состоящая из 22 крестьянских дворов, обозначена на «Специальной карте западной части России» Ф. Ф. Шуберта 1844 года.

ЗАХОЖА — деревня Заручевского общества, прихода села Никольского. Река Рапля.

Крестьянских дворов — 49. Строений — 94, в том числе жилых — 50. Две водяные мельницы.

Число жителей по семейным спискам 1879 г.: 134 м. п., 147 ж. п.; по приходским сведениям 1879 г.: 130 м. п., 144 ж. п.

В конце XIX — начале XX века деревня административно относилось к Костринской волости 3-го земского участка 1-го стана Тихвинского уезда Новгородской губернии.

ЗАХОЖА — деревня Заручевского общества, дворов — 65, жилых домов — 65, число жителей: 184 м. п., 190 ж. п.
 
Занятия жителей — земледелие, лесные промыслы. Река Рапля. Часовня. (1910 год)

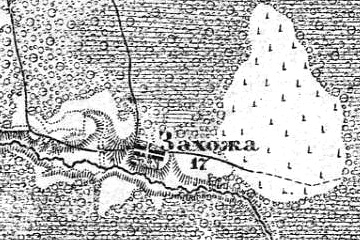
Деревня Захожа на карте 1913 года

Согласно карте Петроградской и Новгородской губерний 1913 года деревня Захожа насчитывала 17 дворов.
С 1917 по 1918 год деревня Захожа входила в состав Костринской волости Тихвинского уезда Новгородской губернии. 
С 1918 года в составе Череповецкой губернии.
С 1924 года в составе Пригородной волости.
С 1927 года в составе Заручевского сельсовета Тихвинского района.
В 1928 году население деревни Захожа составляло 450 человек.
Согласно карте Ленинградской области Северо-западного аэрогеодезического треста ГГУ издания 1932 года деревня насчитывала 46 крестьянских дворов. К востоку и западу от деревни находились две мукомольные водяные мельницы.
По данным 1933 года в состав Заручевского сельсовета входили деревни Захожа I и Захожа II.
В 1958 году население деревни Захожа составляло 221 человек.
По данным 1966 и 1973 годов деревня Захожа также входила в состав Заручевского сельсовета.
По данным 1990 года деревня Захожа входила в состав Андреевского сельсовета.
В 1997 году в деревне Захожа Андреевской волости проживали 25 человек, в 2002 году — 24 (все русские).
В 2007 году в деревне Захожа Мелегежского СП проживали 18 человек, в 2010 году — 14.

## География
Деревня расположена в юго-западной части района на автодороге 41К-937 (Заручевье — Захожа).
Расстояние до административного центра поселения — 25 км.
Расстояние до ближайшей железнодорожной платформы Разъезд № 4 — 19 км.
Деревня находится на правом берегу реки Рапля.

## Демография
| 1879 | 1910 | 1928 | 1958 | 1997 | 2002 | 2007 |
| ---- | ---- | ---- | ---- | ---- | ---- | ---- |
| 281  | ↗374 | ↗450 | ↘221 | ↘25  | ↘24  | ↘18  |
| 2010 | 2017 |      |      |      |      |      |
| ↘14  | ↗26  |      |      |      |      |      |

### Национальный состав
Согласно данным Всероссийской переписи населения 2021 года в деревне проживали 16 человек, из них:
 русские — 15, черкесы — 1 человек.